# NHK宫崎放送局
NHK宫崎放送局（日语：NHK宮崎放送局），又译NHK宫崎广播电视台，是日本放送協會位於宫崎縣宫崎市、負責主管當地事務的地方广播电视台（放送局）。

## 频道频率一览

### 电视频道
- NHK综合频道（呼号JOMG-DTV）
- NHK教育频道（呼号JOMC-DTV）

### 广播频率
- NHK第一套广播（呼号JOMG）
- NHK第二套广播（呼号JOMC）
- NHK调频广播（呼号JOMG-FM）

## 外部連結
- NHK宮崎放送局 （页面存档备份，存于）